# В'язівоцька сільська рада
| В'язівоцька сільська рада — орган місцевого самоврядування у Павлоградському районі Дніпропетровської області з адміністративним центром у с. В'язівок. Сільській раді підпорядковані населені пункти: - с. В'язівок - с. Веселе |

## Склад ради
Рада складається з 16 депутатів та голови.

## Керівний склад сільської ради
| ПІБ                             | Основні відомості                                                                        | Дата обрання | Дата звільнення |
| ------------------------------- | ---------------------------------------------------------------------------------------- | ------------ | --------------- |
| Бондаренко Сергій Володимирович | Сільський голова, 1961 року народження, освіта, член Політичної партії "Трудова Україна" | 26.03.2006   | 31.10.2010      |
| Бондаренко Сергій Володимирович | Сільський голова, 1961 року народження, освіта середня спеціальна, член Партії регіонів  | 31.10.2010   |                 |

Примітка: таблиця складена за даними джерела